# Саксен-Веймарский дом
Дом Саксен-Веймар (нем. Fürstenhaus Sachsen-Weimar) — немецкий княжеский дом, правивший в герцогствах Саксен-Веймар и Саксен-Веймар-Эйзенах. Дом Саксен-Веймар является старшей ветвью эрнестинской линии Веттинов, которая, в свою очередь, является старшей в доме Веттин.

## История
Первым герцогом Саксен-Веймарским был Иоанн Вильгельм, второй сын Иоганна Фридриха Великодушного, утратившего в 1547 году титул саксонского курфюрста после поражения в Шмалькальденской войне. После смерти Иоганна Фридриха его сыновья произвели раздел владений, согласно которому старший сын Иоганн-Фридрих II Средний получил Айзенах, Кобург и Готу, тогда как Иоанну Вильгельму достался Веймар.
После того, как в результате событий, известных как «Грумбахская ссора» Иоганн-Фридрих был помещён в вечное заточение, его три несовершеннолетних сына остались на попечении его брата. С течением времени отношения Иоанна-Вильгельма с императором ухудшились настолько, что специально созванный в 1570 году Шпейерский рейхстаг постановил передать опеку надо несовершеннолетними Иоанном-Казимиром и Иоанном-Эрнстом другим курфюрстам, выделив им отдельные владения (третий сын Иоганна-Фридриха, Фридрих Генрих, умер в том же году).
Династия правила в Саксен-Веймаре, с 1741 года ещё и в Саксен-Эйзенахе, как герцоги, после объединения двух герцогств в 1809 году в Саксен-Веймар-Эйзенах — как герцоги Саксен-Веймар-Эйзенаха, а с 1815 года — как великие герцоги, пока Ноябрьская революция в 1918 году не отменила монархическое правление в Германии.
Дом Саксен-Веймар существует в настоящее время, его нынешний глава Михаэль Саксен-Веймар-Эйзенахский, внук последнего правившего великого герцога.

## Герцоги Саксен-Веймара
| Имя                 | Даты жизни | Даты правления   | Примечания |
| ------------------- | ---------- | ---------------- | --- |
| Иоганн-Вильгельм I  | 1530—1573  | 1572—1573        | с 1554 герцог Саксонии                                                                                        |
| Фридрих-Вильгельм I | 1562—1602  | 1573—1602        | до 1586 под опекой                                                                                            |
| Иоганн III          | 1570—1605  | 1602—1605        | |
| Иоганн-Эрнст I      | 1594—1626  | 1605—1620 (1626) | до 1615 под опекой не правил с 1620                                                                           |
| Вильгельм IV        | 1598—1662  | (1620) 1626—1662 | в 1620—1626 — регент                                                                                          |
| Иоганн-Эрнст II     | 1627—1683  | 1662—1683        | |
| Иоганн-Эрнст III    | 1664—1707  | 1683—1707        | |
| Вильгельм-Эрнст     | 1662—1728  | 1683—1728        | до 1707 вместе со своим братом Иоанном-Эрнстом III в 1707—1728 вместе со своим племянником Эрнстом-Августом I |
| Эрнст-Август I      | 1688—1748  | 1707—1741 (1748) | до 1728 вместе со своим дядей Вильгельмом-Эрнстом с 1741 также герцог Саксен-Эйзенахский                      |

## Герцоги Саксен-Веймара и Саксен-Эйзенаха, впоследствии — герцоги Саксен-Веймар-Эйзенах
| Имя             | Даты жизни | Даты правления   | Примечания                                                        |
| --------------- | ---------- | ---------------- | ----------------------------------------------------------------- |
| Эрнст-Август I  | 1688—1748  | (1707) 1741—1748 |                                                                   |
| Эрнст-Август II | 1737—1758  | 1748—1758        | до 1755 под опекой                                                |
| Карл Август     | 1757—1828  | 1757—1815 (1828) | до 1775 под опекой своей матери Анны Амалии с 1815 Великий герцог |

## Великие герцоги Саксен-Веймар-Эйзенах
| Имя             | Даты жизни | Даты правления   | Примечания     |
| --------------- | ---------- | ---------------- | -------------- |
| Карл Август     | 1757—1828  | (1757) 1815—1828 | до 1815 герцог |
| Карл Фридрих    | 1783—1853  | 1828—1853        |                |
| Карл Александр  | 1818—1901  | 1853—1901        |                |
| Вильгельм-Эрнст | 1876—1923  | 1901—1918        | отрёкся в 1918 |

## Другие известные представители
- Бернгард Саксен-Веймарский (1604—1639), полководец, участник Тридцатилетней войны.
- Августа (1811—1890), германская императрица.
- Эдвард, принц Саксен-Веймар (1823—1902) — британский фельдмаршал.